# 후발해
후발해 (後渤海, (926년)? ~ (????년)는 발해가 거란에 의해 멸망한 뒤 발해의 왕족인 대씨가 세운 나라다.

## 역사

### 건국 배경
- 926년 거란(契丹)이 발해(渤海)를 멸망시켰고, 발해왕 대인선(大諲譔)은 포로가 되었다. 거란의 야율아보기(耶律阿保機)는 발해 영토에 동란국(東丹國)을 설치하여, 장자 야율배(耶律倍)를 동란왕으로 세우고 '인황왕(人皇王)'이라 했다. 다수 발해인은 상경을 중심으로 독자적인 당나라풍 문화를 유지하게 되지만, 상당수 발해인들은 고려로 망명했다.
- 거란은 대인선(大諲譔)을 통해 군사들을 인솔하여 요양으로 개선하였지만, 귀국 길에 태조 야율아보기가 죽었고, 인황왕 야율배는 야율아보기의 유해와 함께 본국으로 돌아가버렸다. 이에 발해 부흥운동은 더욱 활발하게 되었는데, 그 중심은 발해의 마지막 왕 대인선의 동생(이름 미상)이었고, 옛 수도를 포함한 북방의 영토를 세력권으로 하였다.
- 각지에서 일어난 반란 세력을 평정하지 못한 거란은 928년 사민(徙民)을 통해 동란국(東丹國)의 중심을 상경용천부(上京龍泉府) 천복성(天福城)에서 요양(遼陽)으로 옮겼다. 이에 따라 발해의 옛 지역은 발해의 태자인 대광현에 의해 다스려지게 되었다.[3]

### 후발해 건국
- 동단국이 요양으로 후퇴함에 따라 대인선의 동생(재위 : 928년? ~?)(성명 미상)이 홀한성(忽汗城), 즉 상경용천부(上京龍泉府)에 들어와 대광현을 밀어내고 발해국의 부흥을 선언하며 후발해(後渤海)를 세우고 즉위하였다.[4][5]
- 929년 후발해는 일본에 사신을 보내고, 후당(後唐)에 고성사(高成詞)와 성문각(成文角)을 보냈다.[6]
- 930년 동란왕 야율배(耶律倍)가 왕위 계승에 밀려 후당으로 망명하였기 때문에 요나라는 동란국을 폐지하고 옛 발해 영토를 직접 통치하였다. 이 해 대광현은 압록부를 중심으로 독립해 남해부(南海府)를 회복했다.[7]
- 931년 후발해가 후당으로 사신을 보냈다.[8]
- 934년 후발해 왕(대인선의 동생)은 남해부(南海府) 열씨(烈氏, 옛 발해의 귀족)와의 협력으로 대광현을 쫓아버렸다. 기반이 와해된 대광현은 따르는 백성 수만을 인솔하여 고려로 망명했는데, 진림(陳林)등 160여명이 그 뒤를 따랐다.[9]
- 935년 후발해가 후당에 사신을 보내었다.[10]
- 936년 대광현을 몰아낸 열만화(烈万華)가 남해부에서 압록부(鴨緑府)로 이동해 938년경 정안국(定安國)을 건국하였다.
- 954년경 발해의 호족 최오사(崔烏斯) 등 30명이 후주로 망명하였다.

## 같이 보기
- 동란국 (926년~936년)
- 후발해 (926년~?)
- 정안국 (938년~986년)
- 연파국 (975년~995년)
- 올야국 (995년~996년(1114년))
- 흥료국 (1029년~1030년)
- 고욕국 (1115년 2월~7월)
- 대발해(대원국) (1116년 1월~5월)
- 대광현